# Hrašče (gmina Postojna)
Hrašče – wieś w Słowenii, w gminie Postojna. W 2018 roku liczyła 441 mieszkańców.